# Warum betrübst du dich, mein Herz, BWV 138

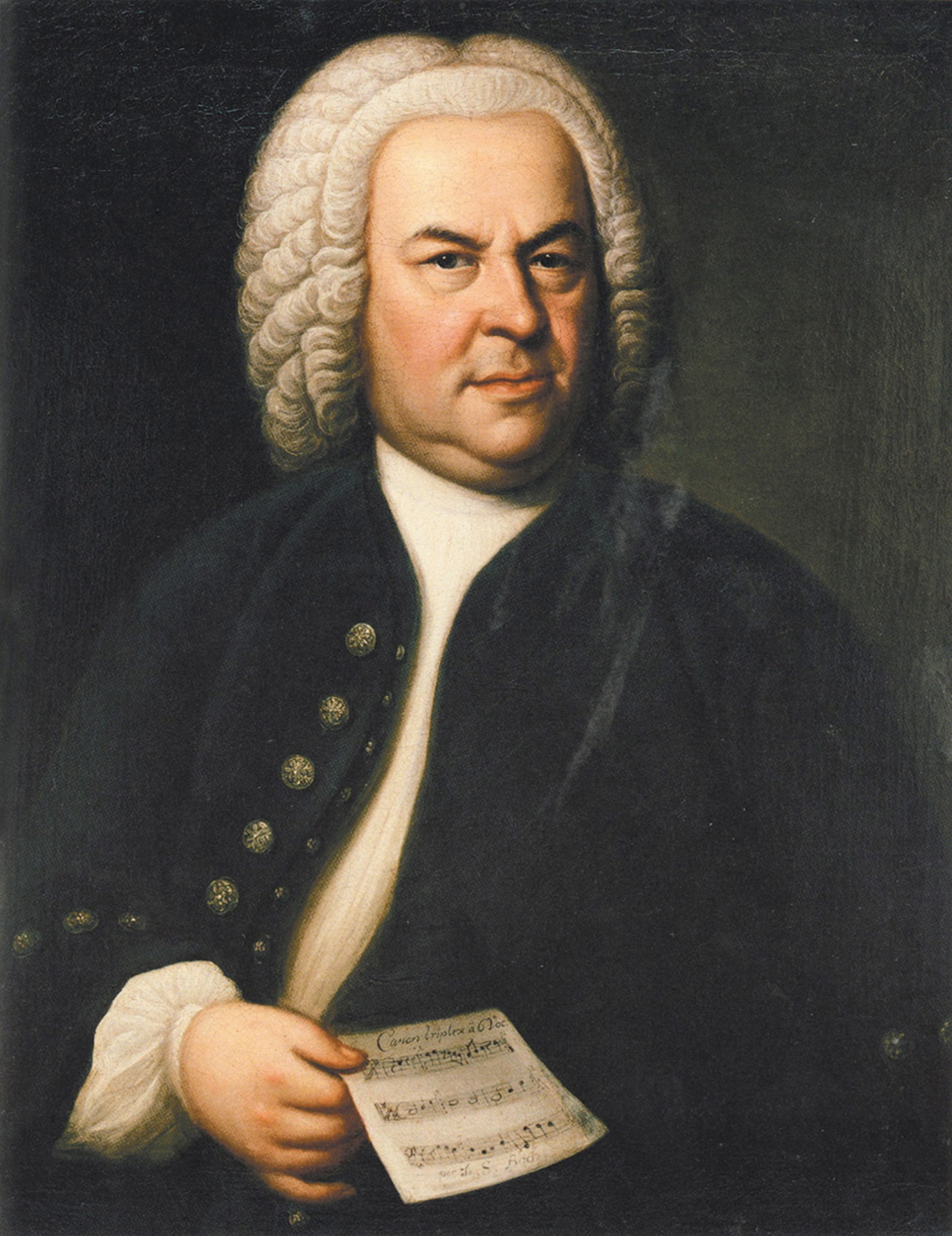
Johann Sebastian Bach, compositor de la cantata.

Warum betrübst du dich, mein Herz (Por qué te turbas, corazón mío), BWV 138, es una cantata eclesiástica compuesta por Johann Sebastian Bach en Leipzig para el decimoquinto domingo después de la Trinidad y que estrenó el 5 de septiembre de 1723. El texto, de autor desconocido, incluye tres estancias del himno del mismo nombre. Su texto y melodía se atribuyeron antiguamente a Hans Sachs, pero fueron escritos por un himnólogo desconocido. La cantata consta de siete movimientos y está escrita para solistas y coro de cuatro voces, dos oboes de amor, dos violines, viola y bajo continuo. Tiene rasgos de cantata coral, aunque fue escrita un año antes del ciclo anual de cantatas corales de Bach. Bach utilizó un aria como base de las «Gratias» de su Missa en sol mayor.

## Historia y texto
Bach escribió la cantata en su primer año en Leipzig para el decimoquinto domingo después de la Trinidad. Las lecturas prescritas para ese domingo eran de la Epístola a los gálatas, la exhortación de Pablo a «caminar en el Espíritu» (Gálatas 5:25-6:10), y del Evangelio de Mateo, del Sermón de la montaña la exigencia de no preocuparse por las necesidades materiales, sino buscar primero el reino de Dios (Mateo 6:23-34). La melodía y la letra de la coral, publicada en Núremberg en 1561, se atribuyeron en su día a Hans Sachs, pero esto no parece probable según el Kirchenliederlexikon de Albert Friedrich Wilhelm Fischer (1878). Su tema se acerca a la lectura del sermón de la montaña. A diferencia de las cantatas corales posteriores, la letra no se basa exclusivamente en el coral completo, sino sólo en los tres primeros de sus catorce versos, utilizados en tres movimientos, ampliados por poesía adicional. El poeta desconocido contrastó el tema del coral, la confianza en Dios, con la angustiosa interrogación de las voces solas, acentuada por el contraste de la poesía métrica del coral frente a la métrica libre de muchos recitativos intercalados. El punto de inflexión de la angustia a la confianza se alcanza cerca del final, en la única aria de la cantata.
Bach estrenó la cantata el 5 de septiembre de 1723. Utilizó la única aria como base para las «Gratias» de su Missa en sol mayor.

## Partitura y estructura
La cantata consta de siete movimientos y está compuesta para soprano, contralto, tenor y bajo solistas, un coro a cuatro voces que canta exclusivamente el coral y un conjunto instrumental barroco de dos oboes de amor, dos violines, viola y bajo continuo.
1. Coral y recitativo (alto): Warum betrübst du dich, mein Herz
2. Recitativo (bajo): Ich bin veracht
3. Coral y recitativo (soprano, alto): Er kann und will dich lassen nicht
4. Recitativo (tenor): Ach süßer Trost
5. Aria (bajo): Auf Gott steht meine Zuversicht
6. Recitativo (alto): Ei nun! So will ich auch recht sanfte ruhn
7. Coral: Weil du mein Gott und Vater bist

Nota: la numeración de los movimientos sigue a Alfred Dürr. Otras autoridades no consideran el recitativo bajo como un movimiento separado.

## Música
Bach siguió la idea del texto inusual de forma compleja en los dos movimientos que contrastan el coral con el recitativo: en ambos, en las líneas primera a tercera se abren las cuerdas, entran los oboes, el oboe I tocando el tema del coral, el oboe II añadiendo motivos de lamento, luego entra el tenor cantando la línea del coral como un arioso, finalmente el coro canta el tema coral a cuatro voces; a esto le sigue el recitativo de la voz única interrogativa, contralto en el primer movimiento, soprano en el posterior, ambas acompañadas por las cuerdas. Después de los tres versos y recitativos, el coro canta los versos cuarto y quinto en el primer movimiento. En el movimiento posterior, las líneas cuarta y quinta se componen primero como un movimiento coral imitativo sobre el tema coral de la línea cuatro en una configuración de cinco partes, la quinta parte interpretada por el violín I. A continuación, un recitativo secco final conduce a una repetición de las líneas cuarta y quinta, esta vez similar a la del primer movimiento.
La única aria en tiempo de danza 6
8 está dominada por la figuración del violín I. El tercer verso del coral pone fin a la cantata en una sencilla configuración coral incrustada en música orquestal sobre un tema independiente.
La inusual estructura de la cantata ha sido criticada por sus biógrafos Philipp Spitta y Albert Schweitzer. John Eliot Gardiner, que dirigió al Coro Monteverdi y a los Solistas Barrocos Ingleses en su Bach Cantata Pilgrimage en la interpretación y grabación en la Liebfrauenkirche de Bremen objeta y resume la cantata:

There is no question that BWV 138 is a highly original, experimental work, one that is simultaneously archaic, especially in the motet-like writing … and modern in Bach's way of grappling with three successive stanzas of a sixteenth-century chorale, in anticipation of the chorale-based cantatas of his second Leipzig cycle. It is a clever device which allows him to pile on the tension between anxiety (the solo recitative interjections) and belief (the choral delivery of the hymn stanzas). The cantata's turning-point occurs midway – a dawning realisation that God will come to the believer’s rescue... with an outspoken declaration of trust in His providential care. The elaborate fantasia in 6
8 for the final chorale is a perfect – and well-planned – counterbalance to the gloom and distress of the opening movements.
No hay duda de que la BWV 138 es una obra muy original y experimental, que es a la vez arcaica, especialmente en la escritura tipo motete ... y moderna en la forma en que Bach lidia con tres estancias sucesivas de un coral del siglo XVI, anticipándose a las cantatas basadas en corales de su segundo ciclo de Leipzig. Se trata de un ingenioso recurso que le permite aumentar la tensión entre la angustia (las interjecciones del recitativo solista) y la fe (la interpretación coral de las estancias del himno). El punto de inflexión de la cantata se produce a mitad de camino: una toma de conciencia de que Dios vendrá al rescate del creyente... con una declaración abierta de confianza en su cuidado providencial. La elaborada fantasía en 6
8 para el coral final es un contrapeso perfecto -y bien planeado- a la tristeza y angustia de los movimientos iniciales.

## Grabaciones
- Bach Made in Germany Vol. 1 – Cantatas VII, Günther Ramin, Thomanerchor, Gewandhausorchester, solistas del Thomanerchor, Gert Lutze, Johannes Oettel, Eterna 1953
- J. S. Bach: Cantatas BWV 136 & BWV 138, Diethard Hellmann, coro y orquesta de la Christuskirche (Maguncia), Agnes Giebel, Marie-Luise Gilles, Alexander Young, Carl-Heinz Müller, Cantate 1960
- Die Bachkantate Vol. 50, Helmuth Rilling, Gächinger Kantorei, Bach-Collegium Stuttgart, Arleen Augér, Ria Bollen, Aldo Baldin, Philippe Huttenlocher, Hänssler 1978
- J. S. Bach: Mit Fried und Freud, Philippe Herreweghe, Collegium Vocale Gent, Deborah York, Ingeborg Danz, Mark Padmore, Peter Kooy, Harmonia Mundi France 1998
- J. S. Bach: Cantatas Vol. 11, Masaaki Suzuki, Bach Collegium Japan, Midori Suzuki, Kai Wessel, Makoto Sakurada, Peter Kooy, BIS 1998
- J. S. Bach: Complete Cantatas Vol. 9, Ton Koopman, Amsterdam Baroque Orchestra & Choir, Caroline Stam, Bernhard Landauer, Christoph Prégardien, Klaus Mertens, Antoine Marchand 1998
- Bach Cantatas Vol. 8, John Eliot Gardiner, Monteverdi Choir, English Baroque Soloists, Malin Hartelius, William Towers, James Gilchrist, Peter Harvey, grabado en la iglesia de Nuestra Señora de Bremen, Soli Deo Gloria 2000